# Décès en octobre 2016
Décès
- 2012
- 2013
- 2014
- 2015
- 2016
- 2017
- 2018
- 2019
- 2020

Pour une information complémentaire, voir la page d'aide.

| Date        | Nom                        | Activités                                                                                                | Âge   | Source |
| ----------- | -------------------------- | --- | ----- | ------ |
| 1er octobre | Edda Heiðrún Backman       | Actrice islandaise.                                                                                      | 58    | (is)   |
| 1er octobre | Paul Frantz                | Entraîneur de football français.                                                                         | 89    |        |
| 1er octobre | Gilbert Gruss              | Karatéka français.                                                                                       | 73    |        |
| 1er octobre | David Herd                 | Footballeur international écossais.                                                                      | 82    | (en)   |
| 1er octobre | Erol Keskin                | Footballeur turc.                                                                                        | 89    | (tr)   |
| 1er octobre | Lowell Thomas, Jr.         | Homme politique américain.                                                                               | 92    | (en)   |
| 2 octobre   | Pierre Durand              | Cavalier professionnel français, directeur de l’École nationale d'équitation (ENE) (1984-1988).          | 85    |        |
| 2 octobre   | Mary Hesse                 | Philosophe scientifique britannique.                                                                     | 91    | (en)   |
| 2 octobre   | Neville Marriner           | Violoniste et chef d'orchestre britannique, directeur-fondateur de l'Academy of St Martin-in-the-Fields. | 92    |        |
| 2 octobre   | Smaïl Mekki                | Acteur français, série Famille d'accueil (2003-2014).                                                    | 66    |        |
| 2 octobre   | Thomas Round               | Acteur et scénariste britannique.                                                                        | 100   | (en)   |
| 3 octobre   | Anthony Goodman            | Professeur émérite britannique d’Histoire médiévale et de la Renaissance.                                | 80    | (en)   |
| 3 octobre   | Silvano Tartaglini         | Joueur italien de rugby à XV.                                                                            | 93    | (en)   |
| 3 octobre   | Andrew Vicari              | Peintre gallois.                                                                                         | 84    | (en)   |
| 3 octobre   | Mário Wilson               | Footballeur et entraîneur puis sélectionneur portugais.                                                  | 86    | (pt)   |
| 4 octobre   | Mario Almada               | Acteur mexicain.                                                                                         | 94    | (en)   |
| 4 octobre   | Fabrice Asensio            | Footballeur français.                                                                                    | 50    |        |
| 4 octobre   | Brigitte Hamann            | Écrivaine et historienne autrichienne.                                                                   | 76    | (de)   |
| 4 octobre   | Pieter Hintjens            | Développeur belge.                                                                                       | 53    | (en)   |
| 4 octobre   | Fred Osam-Duodu            | Footballeur et entraîneur ghanéen.                                                                       | 78    |        |
| 4 octobre   | Jim Parrott                | Chirurgien retraité et homme politique canadien, néo-brunswickois (2010-2016).                           | 74    | (en)   |
| 5 octobre   | Georges Balandier          | Ethnologue et sociologue français.                                                                       | 95    |        |
| 5 octobre   | Michal Kováč               | Homme politique slovaque, président de la République (1993-1998).                                        | 86    |        |
| 5 octobre   | Arthur Z'ahidi Ngoma       | Homme politique congolais.                                                                               | 69    |        |
| 5 octobre   | Michel Pageau              | Fondateur canadien, québécois, du Refuge Pageau pour la faune.                                           | 75/76 |        |
| 5 octobre   | Josh Samman (en)           | Sportif américain d'arts martiaux mixtes.                                                                | 28    |        |
| 5 octobre   | Michiyo Yasuda             | Animatrice et coloriste japonaise.                                                                       | 77    | (ja)   |
| 6 octobre   | Gérard Bonnet              | Homme politique français.                                                                                | 72    |        |
| 6 octobre   | Barbara Hagerman           | Musicienne canadienne, Lieutenant-gouverneur de l'Île-du-Prince-Édouard (2006-2011).                     | 73    | (en)   |
| 6 octobre   | Hidipo Hamutenya           | Homme politique namibien.                                                                                | 77    | (en)   |
| 6 octobre   | Tony Mottram               | Joueur britannique de tennis.                                                                            | 96    | (en)   |
| 6 octobre   | Hailu Shawel               | Ingénieur civil et homme politique éthiopien.                                                            | 79/80 | (en)   |
| 7 octobre   | Giovanni Campari           | Footballeur italien.                                                                                     | 89    | (it)   |
| 7 octobre   | Gonzalo Peralta            | Footballeur argentin.                                                                                    | 36    | (es)   |
| 7 octobre   | Anne Pashley               | Athlète britannique devenue soprano, médaillée d'argent aux Jeux olympiques d'été de 1956.               | 81    | (en)   |
| 8 octobre   | Cheikh Ag Aoussa           | Chef rebelle touareg.                                                                                    | 50/51 |        |
| 8 octobre   | Guillaume Bieganski        | Footballeur français.                                                                                    | 83    |        |
| 8 octobre   | Ray Clough                 | Ingénieur américain.                                                                                     | 96    | (en)   |
| 8 octobre   | Abdel Kader Hilal          | homme politique yéménite                                                                                 | 54    | (en)   |
| 8 octobre   | Dickie Jeeps               | Joueur britannique de rugby à XV.                                                                        | 84    | (en)   |
| 8 octobre   | Wojciech Kurpiewski        | Kayakiste polonais, médaille d'argent aux Jeux olympiques d'été de 1992 en K-2, 500 m.                   | 50    | (pl)   |
| 8 octobre   | Luc Mbassi                 | Footballeur international camerounais.                                                                   | 59    |        |
| 8 octobre   | Jacob Neusner              | Historien américain, rabbin, professeur de judaïsme.                                                     | 84    | (en)   |
| 8 octobre   | Stylianós Pattakós         | Militaire grec.                                                                                          | 103   |        |
| 8 octobre   | Pierre Tchernia            | Animateur de télévision, réalisateur français.                                                           | 88    |        |
| 8 octobre   | Anton Winkler              | Lugeur allemand.                                                                                         | 62    | (en)   |
| 9 octobre   | Issa Bagayogo              | Musicien malien.                                                                                         | 54/55 |        |
| 9 octobre   | Mamadou Dembélé            | Physicien et homme d'État malien.                                                                        | 82    |        |
| 9 octobre   | Guy Nadon                  | Musicien canadien, québécois, batteur.                                                                   | 82    |        |
| 9 octobre   | Aaron Pryor                | Boxeur américain.                                                                                        | 60    |        |
| 9 octobre   | Pierre Raetz               | Peintre suisse.                                                                                          | 79    |        |
| 9 octobre   | Kenneth Thompson (en)      | Avocat américain et Procureur du district de Brooklyn.                                                   | 50    |        |
| 9 octobre   | Andrzej Wajda              | Réalisateur et scénariste polonais de cinéma, metteur en scène de théâtre.                               | 90    |        |
| 10 octobre  | Roger Ducournau            | Joueur français de rugby à XV.                                                                           | 97    |        |
| 10 octobre  | Kazunari Tanaka            | Seiyū japonais.                                                                                          | 49    | (en)   |
| 11 octobre  | Patricia Barry             | Actrice américaine.                                                                                      | 93    | (en)   |
| 11 octobre  | Gérald Collot              | Peintre, lithographe abstrait et historien de l'art français.                                            | 89    |        |
| 11 octobre  | Matti Hagman               | Joueur finlandais de hockey sur glace.                                                                   | 61    |        |
| 11 octobre  | Teatao Teannaki            | Homme politique gilbertin, président en exercice du Parlement, président de la République (1991-1994).   | 80    | (en)   |
| 11 octobre  | Ewen Whitaker              | Astronome américain.                                                                                     | 94    | (en)   |
| 12 octobre  | Reinhart Ahlrichs          | Chimiste allemand.                                                                                       | 76    | (en)   |
| 12 octobre  | Georges Désir              | Producteur-animateur de télévision et homme politique belge.                                             | 91    |        |
| 12 octobre  | Pietro Diana               | Dessinateur, graveur et imprimeur italien.                                                               | 84    | (it)   |
| 12 octobre  | Dylan Rieder               | Skateur américain.                                                                                       | 28    |        |
| 13 octobre  | Bhumibol Adulyadej         | Roi de Thaïlande.                                                                                        | 88    |        |
| 13 octobre  | Dario Fo                   | Écrivain italien, dramaturge, metteur en scène et acteur, prix Nobel de littérature (1997).              | 90    |        |
| 13 octobre  | Jim Prentice               | Homme politique canadien, puis albertain.                                                                | 60    |        |
| 13 octobre  | André Robinet              | Philosophe français.                                                                                     | 94    |        |
| 13 octobre  | Primo Sentimenti           | Footballeur italien.                                                                                     | 89    | (it)   |
| 13 octobre  | Louis Stettner             | Photographe américain.                                                                                   | 93    |        |
| 13 octobre  | Tonino Valerii             | Réalisateur et scénariste italien.                                                                       | 82    | (it)   |
| 13 octobre  | Mirko Vidović              | Écrivain et homme politique croate.                                                                      | 75    |        |
| 14 octobre  | Kathryn Adams Doty         | Actrice américaine.                                                                                      | 96    | (en)   |
| 14 octobre  | Pierre Étaix               | Comédien, dessinateur, cinéaste et clown français.                                                       | 87    |        |
| 14 octobre  | Thom Jones                 | Écrivain américain.                                                                                      | 71    | (en)   |
| 14 octobre  | José Lello                 | Homme politique portugais.                                                                               | 72    | (pt)   |
| 14 octobre  | Duška Sifnios              | Danseuse yougoslave.                                                                                     | 81    |        |
| 14 octobre  | Song Yeong                 | Écrivain sud-coréen.                                                                                     | 76    | (ko)   |
| 15 octobre  | Marcel Berger              | Mathématicien français.                                                                                  | 89    |        |
| 15 octobre  | Louis Nallard              | Peintre non figuratif français de la nouvelle École de Paris.                                            | 98    |        |
| 15 octobre  | Klim Tchourioumov          | Astronome soviétique puis ukrainien.                                                                     | 78    | (uk)   |
| 16 octobre  | Anthony Foley              | Joueur irlandais de rugby à XV.                                                                          | 42    |        |
| 16 octobre  | Kigeli V                   | Dernier Roi du Rwanda (1959-1961).                                                                       | 80    |        |
| 16 octobre  | Ted V. Mikels              | Réalisateur américain.                                                                                   | 87    | (en)   |
| 16 octobre  | Arsen Pavlov               | Militaire russe.                                                                                         | 33    | (de)   |
| 16 octobre  | Juras Požela               | Homme politique lituanien, ministre de la Santé (2016).                                                  | 34    | (lt)   |
| 16 octobre  | Juan Radrigán              | Romancier et poète chilien.                                                                              | 79    | (es)   |
| 16 octobre  | Viktor Zoubkov             | Joueur de basket-ball soviétique, médaillé d'argent aux Jeux olympiques de 1956 et de 1960.              | 79    | (ru)   |
| 17 octobre  | Christophe Sagna           | Footballeur sénégalais.                                                                                  | 62    |        |
| 17 octobre  | Elena Santonja             | Présentatrice de télévision espagnole.                                                                   | 84    | (es)   |
| 17 octobre  | Rémy Vogel                 | Footballeur français.                                                                                    | 55    |        |
| 18 octobre  | Anthony Addabbo            | Acteur et mannequin américain.                                                                           | 56    | (en)   |
| 18 octobre  | Jack Braun                 | Joueur et entraîneur de football français.                                                               | 88    |        |
| 18 octobre  | Pierre Gartier             | Peintre français.                                                                                        | 86    |        |
| 18 octobre  | Sergei Likhachev           | Joueur de tennis et entraîneur soviétique puis russe.                                                    | 76    | (ru)   |
| 18 octobre  | Gary Sprake                | Footballeur international gallois.                                                                       | 71    | (en)   |
| 19 octobre  | Radu Câmpeanu              | Homme politique roumain.                                                                                 | 94    | (ro)   |
| 19 octobre  | Yvette Chauviré            | Ballerine et maître de ballet française.                                                                 | 99    |        |
| 19 octobre  | Phil Chess                 | Producteur de musique américain.                                                                         | 95    | (en)   |
| 19 octobre  | Luis María Echeberría      | Footballeur espagnol.                                                                                    | 76    | (es)   |
| 19 octobre  | Sammy Smyth                | Footballeur international nord-irlandais.                                                                | 91    | (en)   |
| 20 octobre  | William Bowen              | Économiste et écrivain américain, président de l'université de Princeton (1972-1988).                    | 83    | (en)   |
| 20 octobre  | Roger Lallemand            | Avocat et homme politique belge.                                                                         | 84    |        |
| 20 octobre  | Michael Massee             | Acteur américain.                                                                                        | 64    | (en)   |
| 20 octobre  | Junko Tabei                | Alpiniste japonaise.                                                                                     | 77    |        |
| 20 octobre  | Mieke Telkamp              | Chanteuse néerlandaise.                                                                                  | 82    | (nl)   |
| 21 octobre  | Joël Battaglione           | Footballeur français.                                                                                    | 63    |        |
| 21 octobre  | Constantin Frățilă         | Footballeur roumain.                                                                                     | 74    | (ro)   |
| 21 octobre  | Jean Gagné                 | Catcheur et manager canadien.                                                                            | 66    | (en)   |
| 21 octobre  | George Konik               | Hockeyeur sur glace canado-américain.                                                                    | 83    | (en)   |
| 21 octobre  | Manfred Krug               | Acteur, chanteur et écrivain allemand.                                                                   | 79    |        |
| 21 octobre  | Clément Michu              | Acteur français.                                                                                         | 79    |        |
| 21 octobre  | David Pope                 | Joueur américain de basket-ball.                                                                         | 55    | (en)   |
| 21 octobre  | Michel Polrot              | Footballeur français.                                                                                    | 79    |        |
| 21 octobre  | Jerry Rullo                | Joueur américain de basket-ball.                                                                         | 93    | (en)   |
| 22 octobre  | Michel Delahaye            | Acteur français et critique de cinéma.                                                                   | 87    |        |
| 22 octobre  | Steve Dillon               | Auteur de bande dessinée britannique.                                                                    | 54    | (en)   |
| 22 octobre  | Sheri S. Tepper            | Romancière américaine.                                                                                   | 87    | (en)   |
| 23 octobre  | Khalifa ben Hamad Al Thani | Émir du Qatar (1972-1995).                                                                               | 84    | (en)   |
| 23 octobre  | Marwan Kassab Bachi        | Artiste peintre syrien.                                                                                  | 82    | (en)   |
| 23 octobre  | Pete Burns                 | Chanteur et compositeur britannique.                                                                     | 57    | (en)   |
| 23 octobre  | Jack Chick                 | Auteur de bande dessinée américain.                                                                      | 92    | (en)   |
| 23 octobre  | William Löfqvist           | Hockeyeur sur glace suédois, médaillé de bronze aux Jeux olympiques d'hiver de 1980.                     | 69    | (sv)   |
| 23 octobre  | Haguroiwa Tomomi           | Lutteur japonais de sumo.                                                                                | 69    | (en)   |
| 23 octobre  | Wim van der Voort          | Patineur de vitesse néerlandais, médaillé d'argent aux Jeux olympiques d'hiver de 1952.                  | 93    | (nl)   |
| 24 octobre  | Jorge Batlle               | Homme politique uruguayen.                                                                               | 88    |        |
| 24 octobre  | Reinhard Häfner            | Footballeur allemand, champion aux Jeux olympiques d'été de 1976 et médaillé de bronze à ceux de 1972.   | 64    | (de)   |
| 24 octobre  | Bohdan Hawrylyshyn         | Économiste ukrainien.                                                                                    | 90    | (uk)   |
| 24 octobre  | Georges Jouvin             | Trompettiste et compositeur français.                                                                    | 93    |        |
| 24 octobre  | Pierre Vallon              | Homme politique français.                                                                                | 88    |        |
| 24 octobre  | Bobby Vee                  | Chanteur américain de rock.                                                                              | 73    | (en)   |
| 25 octobre  | Kevin Curran               | Scénariste américain.                                                                                    | 59    | (en)   |
| 25 octobre  | Howard Davies              | Réalisateur britannique.                                                                                 | 71    | (en)   |
| 25 octobre  | Paul Vincent Gunia         | Musicien, compositeur et arrangeur allemand.                                                             | 65    | (de)   |
| 25 octobre  | Bob Hoover                 | Pilote américain de show aérien.                                                                         | 94    |        |
| 25 octobre  | Richard Martin             | Comédien puis réalisateur et producteur de télévision canadien, québécois.                               | 78    |        |
| 25 octobre  | Mohamed Nadir Hamimid      | Homme politique algérien.                                                                                | 71    |        |
| 25 octobre  | Carlos Alberto Torres      | Footballeur brésilien.                                                                                   | 72    |        |
| 26 octobre  | Ali Hussein                | Footballeur iraquien.                                                                                    | 55    | (ar)   |
| 26 octobre  | Jean-Pierre Kesteman       | Historien canadien, québécois.                                                                           | 77    |        |
| 26 octobre  | Gérard Lamy                | Homme politique canadien, québécois.                                                                     | 97    |        |
| 26 octobre  | Yūichi Takai               | Écrivain japonais.                                                                                       | 84    | (ja)   |
| 27 octobre  | Jean Belver                | Footballeur français.                                                                                    | 95    |        |
| 27 octobre  | René Chamussy              | Prêtre jésuite et universitaire français.                                                                | 79    |        |
| 27 octobre  | Elda Grin                  | Psychologue arménienne.                                                                                  | 88    | (en)   |
| 27 octobre  | Jean Jour                  | Journaliste et écrivain belge.                                                                           | 79    |        |
| 27 octobre  | Takahito de Mikasa         | Archéologue et linguiste, prince japonais, frère de l'empereur Hirohito.                                 | 100   | (en)   |
| 27 octobre  | Nelson Pinedo              | Chanteur colombien.                                                                                      | 88    | (en)   |
| 27 octobre  | Fatim Jawara               | Footballeuse gambienne.                                                                                  | 19    | (en)   |
| 27 octobre  | Louison Roblin             | Actrice française.                                                                                       | 86    |        |
| 27 octobre  | François Tong Hui          | Prélat catholique et dissident chinois.                                                                  | 83    | (it)   |
| 27 octobre  | Bobby Wellins              | Saxophoniste écossais.                                                                                   | 80    | (en)   |
| 28 octobre  | Nicholas Brathwaite        | Homme politique grenadien, Premier ministre (1983-1984, 1990-1995).                                      | 91    | (en)   |
| 29 octobre  | Paule Daveluy              | Femme de lettres canadienne, québécoise.                                                                 | 97    |        |
| 29 octobre  | Paul Demers                | Chanteur canadien, franco-ontarien.                                                                      | 60    |        |
| 29 octobre  | Roland Dyens               | Guitariste français.                                                                                     | 61    |        |
| 29 octobre  | Christiane Gilles          | Syndicaliste et féministe française.                                                                     | 86    |        |
| 29 octobre  | Samouil Joukhovitski       | Joueur d'échecs soviétique puis russe.                                                                   | 99    | (ru)   |
| 29 octobre  | Pen Sovan                  | Homme politique cambodgien, Premier ministre (1981).                                                     | 80    | (en)   |
| 30 octobre  | Tammy Grimes               | Actrice américaine.                                                                                      | 82    | (en)   |
| 30 octobre  | John Hicks                 | Joueur américain de foot U.S.                                                                            | 65    | (en)   |
| 30 octobre  | Claude Putman              | Auteur-compositeur et chanteur américain.                                                                | 85    | (en)   |
| 31 octobre  | Natalie Babbitt            | Rédactrice et illustratrice américaine de livres pour enfants.                                           | 84    | (en)   |
| 31 octobre  | Silvio Gazzaniga           | Sculpteur italien.                                                                                       | 95    | (it)   |
| 31 octobre  | Vladimir Zeldine           | Acteur russe.                                                                                            | 101   | (en)   |